# إدوارد كيتينغ
إدوارد كيتينغ هو سياسي أمريكي، ولد في 9 يوليو 1875 في كانساس سيتي في الولايات المتحدة، وتوفي في 18 مارس 1965 في واشنطن العاصمة في الولايات المتحدة. نشط حزبياً في الحزب الديمقراطي. وقد انتخب عضو مجلس النواب الأمريكي ‏.